# 305 a.C.

## Eventos
- Continua a Segunda Guerra Samnita.
- Lúcio Postúmio Megelo e Tibério Minúcio Augurino, cônsules romanos. Tibério Minúcio é morto na Batalha de Boviano e Marco Fúlvio Curvo Petino é nomeado cônsul sufecto.
- Ptolomeu I é proclamado Faraó.
- Fundação da dinastia dos Selêucidas, na Bactriana.
- Fim do reindo de Eudâmidas I rei de Esparta.
- Inicio do reinado de Arquídamo IV rei de Esparta, reinou de 305 a.C. a 275 a.C.

## Mortes
- Eudâmidas I rei de Esparta.